# Karl Georg Zschaetzsch
Karl Georg Zschaetzsch, né à Crossen-sur-l'Oder le 18 juin 1870 et mort le 17 janvier 1946 à Berlin, est un intellectuel allemand du Mouvement völkisch, proche des idées véhiculées par le national-socialisme.

## Atlantide et nordicisme
Dans le contexte de la prise en compte de l'Atlantide comme hypothèse crédible, Zschaetzsch propose une lecture aryenne de l'Exode, les Phéniciens étant des Aryens.

### Nordicisme
Aryaniste, il développe dans ses ouvrages l'idée de la présence d'une ascendance aryenne à l'ensemble des civilisations.
À ses yeux, l'écriture runique se retrouverait sur le pourtour de la Méditerranée et aurait constitué le vecteur de transmission d'une religion nordique originelle par des initiés secrets.

### Mythe des origines
Aryaniste, il prend position sur l'origine des Indogermains :  pour lui, ce peuple mythique des origines serait originaires de l'Atlantide et aurait migré en Europe à partir de cette ile mythique, qu'il situe dans l'archipel des Açores.
Ainsi, les Goths, les Francs et les Saxons auraient migré en Europe centrale et occidentale à partir de l'Atlantide.
De plus, selon lui, les Incas du Pérou, organisateurs d'un État vaste et centralisé, seraient également originaires de l'Atlantide.

### Description de l'Atlantide
Dans son ouvrage consacré à l'Atlantide, il suggère une description du continent disparu. De taille relativement modeste, cette terre aurait été située au large de l'Espagne et du Maroc, dans l'Océan Atlantique. Cependant, à d'autres endroits de son ouvrage, appuyé sur une lecture particulière de Jordanès, il la situe en Scandinavie, l'assimilant à la Vagina Gentum décrite par cet auteur lorsqu'il évoque la patrie d'origine des Goths.

## Diffusion de ses idées
Il publie en 1922 le principal de ses ouvrages sur l'Atlantide, L'atlantide, patrie primitive des Aryens, dont les idées sont rapidement relayées par les idéologues Völkisch .
Cette thèse est relayée par Alfred Rosenberg, mais ne connaît pas un succès important, l'hypothèse de l'origine atlante des populations germaniques étant considérée comme peu sérieuse.

## Ouvrages
- Les Aryens, Origines et Histoires de la race aryenne, 1900.
- L'Atlantide, patrie originelle des Aryens, 1922.